# Coleophora asthenella
Coleophora asthenella is een vlinder uit de familie kokermotten (Coleophoridae). De wetenschappelijke naam is voor het eerst geldig gepubliceerd in 1893 door Constant.
De soort komt voor in Europa.